# 2063 pr. n. št.

## Smrti
- Intef II., faraon Egipta (* ni znano)